# Brevibora
Brevibora is een geslacht van straalvinnige vissen uit de familie van eigenlijke karpers (Cyprinidae).

## Soorten
- Brevibora cheeya Liao & Tan, 2011
- Brevibora dorsiocellata (Duncker, 1904)